# Уцзинь
Уцзи́нь (кит. упр. 武进, пиньинь Wǔjìn, буквально: «военная сила наступает») — район городского подчинения городского округа Чанчжоу провинции Цзянсу (КНР).

## История
Во времена империи Цинь был создан уезд Даньту (丹徒县). В эпоху Троецарствия он оказался под властью царства У. В 234 году в ознаменование того, что основатель царства У Сунь Цюань прославился военными успехами, уезд Даньту был переименован в Уцзинь (武进县).
В последующие столетия он не раз переименовывался, объединялся с другими уездами и возникал вновь. Во времена империй Мин и Цин уезд Уцзинь был подчинён Чанчжоуской управе (常州府). В 1726 году в связи с тем, что население уезда сильно возросло, для удобства управления часть его была выделена в отдельный уезд Янху (阳湖县). После Синьхайской революции уезд Янху был в 1912 году вновь присоединён к уезду Уцзинь, а чанчжоуская управа была расформирована. Урбанизированная часть объединённого уезда была выделена в отдельный город Уцзинь (武进市), однако его по старинке продолжали называть «Чанчжоу» по названию прежней управы, и в итоге прижилось именно это название.
В 1949 году из уезда Уцзинь был выделен район Цишуянь (戚墅堰区), переданный в состав Чанчжоу. В 1953 году уезд вошёл в состав Специального района Чжэньцзян (镇江专区). В 1956 году уезд был переведён в состав Специального района Сучжоу (苏州专区). В 1958 году Специальный район Чжэньцзян был переименован в Специальный район Чанчжоу (常州专区), и уезд вернулся в его состав. В 1959 году Специальный район Чанчжоу вновь стал Специальным районом Чжэньцзян.
В 1960 году уезд перешёл под юрисдикцию Чанчжоу. В 1962 году Чанчжоу стал городом провинциального подчинения, а уезд вновь перешёл в состав Специального района Чжэньцзян. В 1970 году Специальный район Чжэньцзян был переименован в Округ Чжэньцзян (镇江地区).
В 1983 году Округ Чжэньцзян был преобразован в городской округ, а уезд перешёл под юрисдикцию Чанчжоу. В 1995 году уезд Уцзинь был преобразован в городской уезд. В 2002 году городской уезд Уцзинь был преобразован в район городского подчинения.
В 2015 году к району Уцзинь был присоединён район Цишуянь (戚墅堰区).

## Административное деление
Район делится на 5 уличных комитета и 11 посёлков.